# Bray (Verenigd Koninkrijk)

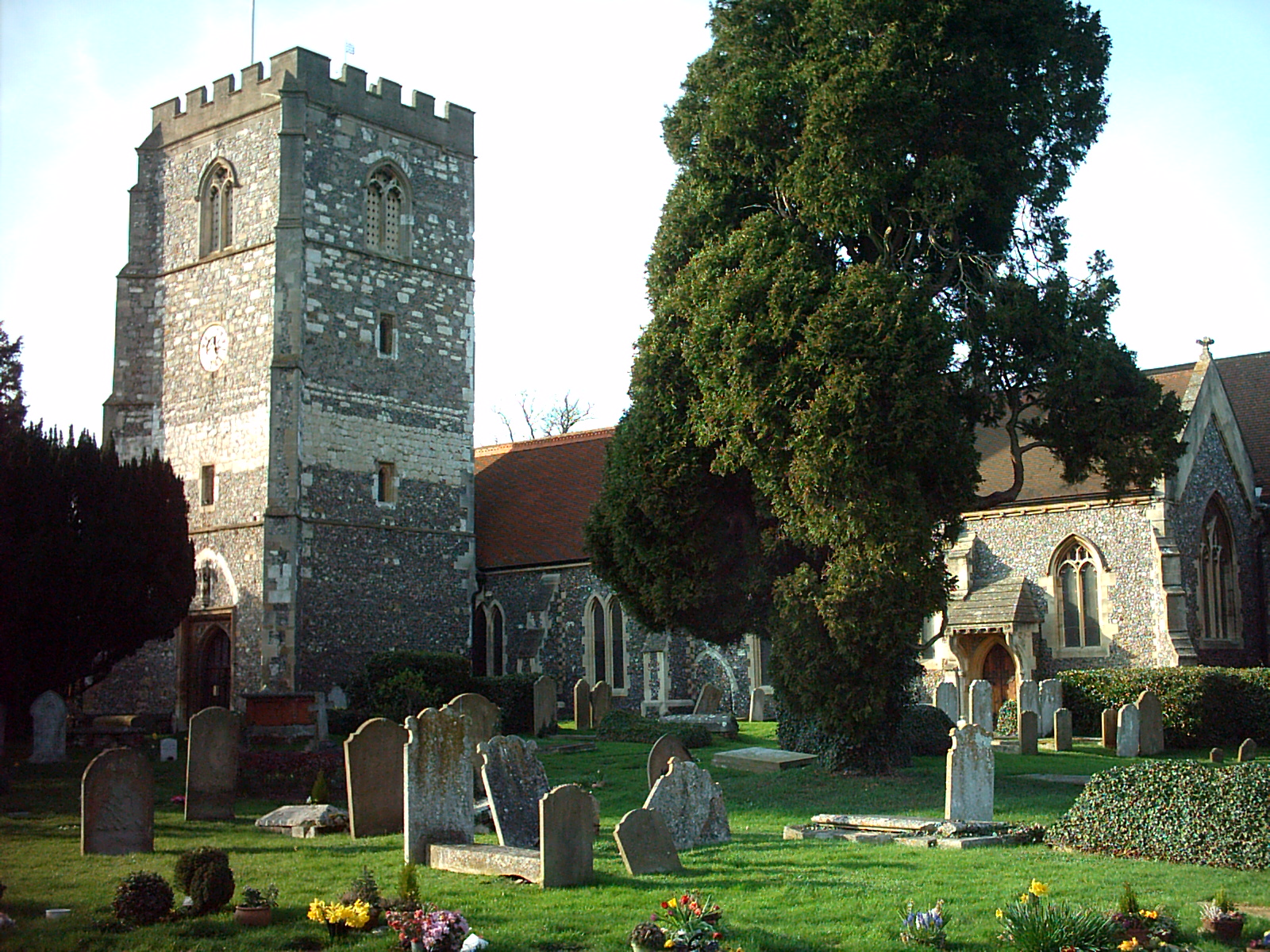
Kerk

Bray  is een civil parish in het Engelse graafschap Berkshire. Het dorp ligt in het district Windsor and Maidenhead, het inwoneraantal is 9110.

## Restaurants
In Bray bevinden zich twee 3 sterren restaurants, The Fat Duck, dat in 2005 door het tijdschrift Restaurant werd uitgeroepen tot beste restaurant van de wereld, en de Waterside Inn, dat in 2005 op de negentiende plaats stond in het tijdschrift. Dit was extra bijzonder, aangezien er destijds slechts drie restaurants waren met drie sterren in Engeland.

## Filmstudio
In Bray is een filmstudio gevestigd die jarenlang door Hammer Film Productions is gebruikt.

## Bekende inwoners
- Gerry Anderson - Brits producent van televisieseries
- Rolf Harris - Australisch muzikant, zanger, componist en tekenaar
- Michael Parkinson - Engels televisiepresentator
- Michael Winner - Engels film producent
- Terry Wogan - Iers presentator

Aldermaston · Aldworth · Arborfield and Newland · Ashampstead · Barkham · Basildon · Beech Hill · Beedon · Beenham · Binfield · Bisham · Boxford · Bracknell · Bradfield · Bray · Brightwalton · Brimpton · Britwell · Bucklebury · Burghfield · Catmore · Chaddleworth · Charvil · Chieveley · Cold Ash · Colnbrook with Poyle · Combe · Compton · Cookham · Cox Green · Crowthorne · Datchet · Earley · East Garston · East Ilsley · Enborne · Englefield · Eton · Farnborough · Fawley · Finchampstead · Frilsham · Great Shefford · Greenham · Hampstead Norreys · Hamstead Marshall · Hermitage · Holybrook · Horton · Hungerford · Hurley · Inkpen · Kintbury · Lambourn · Leckhampstead · Midgham · Mortimer Common · Newbury · Old Windsor · Padworth · Pangbourne · Peasemore · Purley on Thames · Remenham · Ruscombe · Sandhurst · Shaw-cum-Donnington · Shinfield · Shottesbrooke · Sonning · Speen · St. Nicholas Hurst · Stanford Dingley · Stratfield Mortimer · Streatley · Sulhamstead · Sunningdale · Sunninghill and Ascot · Swallowfield · Thatcham · Theale · Tidmarsh with Sulham‎ · Tilehurst · Twyford · Ufton Nervet · Waltham St. Lawrence · Warfield · Wargrave · Wasing · Welford · West Ilsley · West Woodhay · Wexham Court · White Waltham · Winkfield · Winnersh · Winterbourne · Wokefield · Wokingham · Wokingham Without · Woodley · Woolhampton · Wraysbury · Yattendon